# 国際連合安全保障理事会決議98
国際連合安全保障理事会決議98（こくさいれんごうあんぜんほしょうりじかいけつぎ98、英: United Nations Security Council Resolution 98, UNSCR98）は、1952年12月23日に国際連合安全保障理事会で採択された決議。同決議96以来約1年1カ月振りとなるインド・パキスタン情勢に関する決議で、停戦後の駐留兵数に関する交渉を進めようとしたものである。

## 概要
同決議は、インド及びパキスタンの両政府に対し、以前定められた非武装化期間の終了時に停戦による境界線の両側に残る兵数について合意に達するべく、国際連合インド・パキスタン軍事監視団の支援の下で交渉を直ちに開始することを促したものである。監視団の提案により、パキスタン側についてはジャンムー・カシミール州のアザド軍6000人、ギルギット及び北部区域スカウト（ギルギット＝バルティスタン・スカウト（Gilgit-Baltistan Scouts）とも）3500人、インド側についてはインド軍18000人、地元州の軍6000人とされた。また決議は、監視団の努力に感謝するとともに、両政府に対してはこの決議の採択後30日以内に安保理に報告することを、国連代表に対しては進展を安保理に報告することを、それぞれ要請した。決議は賛成9票対反対0票で採択された。この内、ソビエト連邦は棄権し、パキスタンは投票に不参加であった。

## 詳細
以下はその和訳。
安全保障理事会は、
1951年3月30日の決議第91号（1951年）、1951年4月30日の決定及び1951年11月10日の決議第96号（1951年）を想起し、
さらにインド及びパキスタン政府によって受け入れられた1948年8月13日2と1949年1月5日3の国際連合インド・パキスタン委員会の決議で、ジャンムー・カシミール州のインドもしくはパキスタンへの帰属に関する問題は国連の後援の下に行われる自由かつ公平な予備選挙という民主的方法により決定するものと規定がなされたことを想起し、
1952年4月22日付の第3回報告書4および1952年9月16日付の第4回報告書5を受理し、以下の通りとする。
1. 国際連合軍事監視団がインド及びパキスタン両政府の間に合意をもたらそうとした一般原則を支持する。
2. 国際連合代表が、インドとパキスタンの両政府が12項目の提案6のうち2項を除くすべて（10項）を受け入れたと報告したことに、好感をもって留意する。
3. インド及びパキスタン両政府が12項目のうち第7項全体について同意しておらず、そのためにジャンムー・カシミール州の非武装化計画について合意に至っていないことに留意する。
4. インド及びパキスタンの両政府に対し、非武装化期間の終了時に停戦ラインの両側に残る具体的な兵力数について合意に達するため、国連インド・パキスタン代表の支援の下に直ちに交渉を開始するよう要請する。この数は、1952年7月16日の国連代表の提案6にあるように、停戦ラインのパキスタン側に残る兵力は3000から6000、停戦ラインのインド側に残る兵力は12000から18000の間とし、この数は1952年9月4日の国連代表による提案7の第7項にある原則や基準に留意して決定されるものとする。
5. 国際連合インド・パキスタン代表に対し、和解を達成するために行った多大な努力に感謝の意を表し、この目的のためにインド・パキスタン両政府に引き続きその努力を提供するよう要請する。
6. インド及びパキスタンの両政府に対し、本決議の採択日より30日後に遅れないように安全保障理事会に報告することを要請する。
7. 国際連合インド・パキスタン代表に対し、進展があれば安全保障理事会に報告するよう要請する。

2 安全保障理事会第3年公式記録、1948年11月分補足、文書 S/1100、第75段落参照。
3 同上、第4年、1.949年1月の補足、文書S/1196、第15段落参照。
4 同上、第 7 年、特別補足文書第2号、文書 S/2611 及び Corr.1.参照。
5 同上、文書S/2783及びCorr.1参照。
6 同上、附属書3を参照。
7 同上、附属書8を参照。